# Josef Kammhuber
Josef Kammhuber (Tüßling, 19 augustus 1896 - München, 25 januari 1986) was een generaal bij de Luftwaffe en de Duitse luchtmacht van na de Tweede Wereldoorlog. Tijdens de Tweede Wereldoorlog was hij de eerste generaal der nachtjagers in de Luftwaffe.
Kammhuber creëerde het verdedigingssysteem voor nachtjagers, de zogenaamde Kammhuberlinie, maar de gedetailleerde kennis van het systeem die door de Britse militaire inlichtingendiensten aan de Royal Air Force werd verstrekt, stelde hen in staat het ondoeltreffend te maken. Persoonlijke conflicten tussen Kammhuber en Erhard Milch, directeur in het Reichsluftfahrtministerium, leidden tot zijn ontslag in 1943. Na de oorlog trad hij toe tot de Bundeswehr, de strijdkrachten van de huidige Bundesrepublik en het toenmalige West-Duitsland.

## Carrière
Heer:
- Kriegsfreiwilliger:[4]
- Gefreiter: 21 mei 1915[5]
- Fahnenjunker-Unteroffizier: 5 september 1915[5]
- Fähnrich: 26 oktober 1916[5]
- Leutnant: 10 september 1917[5]

Reichswehr:
- Oberleutnant: 1 april 1925[5][4]
- Hauptmann: 1 februari 1931[5]

Luftwaffe (Wehrmacht):
- Major: 1 oktober 1934[5]
- Oberstleutnant: 1 oktober 1936[5]
- Oberst: 1 Jan 1939[5]
- Generalmajor: 1 oktober 1940 - 17 oktober 1940[5]
- Generalleutnant: 1 oktober 1941[5]
- General der Flieger: 1 januari 1943[5]

Luftwaffe (Bundeswehr):
- Generalleutnant: 6 juni 1956[5][4]
- General: 9 mei 1961[5]

## Onderscheidingen
Selectie:
- Ridderkruis van het IJzeren Kruis op 9 juli 1940 als Generalmajor en Commandant van de 1. Nachtjagddivision[4][5]
- IJzeren Kruis 1914, 1e Klasse[5] en 2e Klasse[5]
- Herhalingsgesp bij IJzeren Kruis 1939, 1e Klasse[5] en 2e Klasse[5]
- Flugzeugführerabzeichen

- Gemeinsame Normdatei: 1029996865
- International Standard Name Identifier: 0000 0000 4281 5129
- Library of Congress Control Number: nb2002093018
- National Archives and Records Administration: 10615795
- Nederlandse Thesaurus van Auteursnamen: 382892461
- SNAC: w6ss536q
- Virtual International Authority File: 14278908
- WorldCat: E39PBJhmMrJD7cqQbdhfKRHgrq